# 暫定王座
暫定王座（ざんていおうざ、英: interim championship）は、プロボクシングにおける用語で、特殊な状況下において通常の王座とは別に設けられる王座のこと。
ある団体のある階級の王者が存在するが、その王者が負傷・病気などやむを得ない事情で長期的に防衛戦を行えないというような場合に設けられる。
暫定王座に就く者は暫定王者と呼ばれ、暫定王者が誕生する前に（暫定でない）王者であった者は正規王者と呼ばれることになる。

## 概要
正規王者がやむを得ない事情で長期間防衛戦を行えなくなった場合、（当該団体の判断により）その選手の王座保持を認めたうえで上位ランカー同士による王座決定戦を行い、その勝者を一時的に王者として認定する。その一時的に認定された王者が「暫定王者」である。
暫定王者となった選手には正規の王者と同じようにチャンピオンベルトが贈られる。さらに、正規王者と同様に防衛戦を行うこともできるので、肩書きに「暫定」という言葉が付く以外、正規王者と立場的には何ら変わらない。
正規王者が防衛戦を行える状況になり次第、正規王者と暫定王者双方に対し速やかに王座統一戦を行うよう義務付けられる。統一戦において暫定王者が勝利した場合、その選手が新正規王者となるが記録上は王座防衛となる。
なお、正規王者が統一戦を行うことなく王座を返上もしくは剥奪された場合、暫定王者が自動的に新正規王者として認定されるケースもあれば、暫定王座に据え置いたまま上位ランカーとの正規王座決定戦に出場させるケースもある。

## 歴史
1952年に当時の世界フェザー級王者サンディ・サドラーが兵役に着いた後、1953年2月9日、パーシー・バセット（アメリカ合衆国）がEBU欧州フェザー級王者レイ・ファメンション（フランス）に勝ち、初の暫定世界王者となった。
現在の、メジャーな世界王座認定団体発足後においては、1983年にWBCが、バンタム級王者ルペ・ピントールの休養に伴い、アルベルト・ダビラVSキコ・ヒメネスの12回戦で最終回KOのダビラを暫定王者と認定したのが最初である（ピントールの王座剥奪に伴いダビラが自動昇格、ヒメネスはリング禍で逝去）。
頻繁に認定が行われるようになった端緒は1991年9月19日にWBC世界バンタム級王者となった辰吉丈一郎が同年12月左眼網膜裂孔であることが判明し、王座を返上することなく療養を開始した後、1992年3月20日にビクトル・ラバナレス（メキシコ）が李に勝って暫定王者と認定されたことである（同年9月にラバナレスが辰吉に勝ち、王座統一）。
その後、1993年7月22日には、正規王者辺丁一負傷により設定された暫定王座決定戦で、辰吉丈一郎がビクトル・ラバナレスに判定勝ちし、暫定王座を獲得。同年9月には左目の網膜剥離が判明し、暫定王座を返上したが、1994年7月2日の再起戦で（結果の如何に関わらず）リングに上がった時点でプロボクサーとして活動可能な健康状態を取り戻した事に伴い再度WBCから暫定王座の認定を受けた（同年12月4日に正規王者薬師寺保栄との統一戦を行い、薬師寺が王座統一した）。
この後、WBAも1998年から同制度を導入し、プロボクシングでは頻繁に暫定王座決定戦が行われるようになる。
2011年2月5日のヘスス・ゲレス対ラモン・ガルシアはWBOからの対戦指令に基づくものとはいえ、並立したWBO世界ライトフライ級暫定王座の統一戦として行われた。試合はゲレスが判定勝ちを収め暫定王座を統一したが、暫定王座の統一を懸けた異例の王座統一戦であった。
2011年4月9日のロバート・ゲレーロ対マイケル・カティディスはWBA・WBO世界ライト級暫定王座決定戦というWBAとWBOの2団体のライト級の暫定王座決定戦として行われた。（カティディスは2010年11月27日にWBA世界ライト級スーパー王者でWBO世界ライト級正規王者のファン・マヌエル・マルケスに敗れWBO世界ライト級暫定王座から陥落しているし、ゲレーロはIBFでフェザー級とスーパーフェザー級の2階級制覇を果たしているがライト級では正規王座も暫定王座も戴冠していなかった。無冠同士による暫定王座決定戦がWBAの暫定王座決定戦とWBOの暫定王座決定戦を同時に行うという形で行われた一戦である。）
日本プロボクシング史における暫定世界王者は、男子選手では前出の辰吉、2003年WBAバンタム級戸高秀樹、2006年WBAミニマム級高山勝成、2008年WBCスーパーバンタム級西岡利晃、2009年WBAスーパーウェルター級石田順裕、2013年WBAフライ級江藤光喜、2017年WBOミニマム級福原辰弥、2018年WBCスーパーバンタム級亀田和毅・WBCバンタム級井上拓真、2019年IBFスーパーバンタム級岩佐亮佑、2023年IBFミニマム級重岡銀次朗・WBC同級の重岡優大の合計13人、女子選手では2008年WBC女子ライトフライ級富樫直美、2017年のWBC女子フライ級好川菜々、2018年のWBA女子アトム級宮尾綾香、2024年のWBC女子ミニマム級石川海の合計4人。このうち西岡、福原、富樫は空位となった正規王座に昇格を果たし、石田は正規王座決定戦に挑むも敗戦、辰吉、高山、亀田、井上、岩佐、宮尾は正規王者との統一戦で敗れている。重岡兄弟は同日に揃って統一戦に勝利し正規王座を獲得している。
JBC管轄下のジム所属の世界王者で正規王者として暫定王者との統一戦に臨んだケースは前出の辰吉、薬師寺の他、WBCフライ級勇利アルバチャコフ（1997年11月チャチャイ・イーリックジムに判定負け）、WBAミニマム級新井田豊（2004年10月ファン・ランダエタに判定勝ち、2007年4月高山に判定勝ち）、WBAフライ級坂田健史（2007年7月ロベルト・バスケスに判定勝ち）、WBCフライ級亀田興毅（2010年3月ポンサクレック・ウォンジョンカムに判定負け）、WBC女子ライトフライ級富樫直美（2010年4月ノンムアイ・ゴーキャットジムに判定勝ち）、WBA女子ミニマム級多田悦子（2010年4月リア・ラムナリンと引分、2011年4月イベス・サモラに判定勝ち）、WBAスーパーフェザー級内山高志（2011年大晦日ホルヘ・ソリスに11回TKO勝ち、2012年大晦日ブライアン・バスケスに8回TKO勝ち）、前出の興毅がWBAバンタム級でも（2012年12月ウーゴ・ルイスに判定勝ち）、WBAスーパーフライ級河野公平（2013年5月リボリオ・ソリスに判定負け、2016年8月ルイス・コンセプシオンに判定負け）、WBAミニマム級宮崎亮（2013年9月ヘスス・シルベストレに判定勝ち）、IBFライトフライ級八重樫東（2017年5月ミラン・メリンドに初回TKO負け）、WBA女子フライ級藤岡奈穂子（2018年9月イルマ・サンチェスに判定勝ち）が該当する。なおJBC管轄外の日本人男子選手としては、亀田ジムがJBCから追放されていた時期に亀田和毅がWBOバンタム級王者として2014年11月イノリイ州シカゴでアレハンドロ・エルナンデスに2-1判定勝した例がある。
王座乱立で批判を受けているWBAは2021年8月25日（日本時間26日）、暫定王座を廃止する改革を発表した。同団体のヒルベルト・メンドーサ・ジュニア会長がオンラインで会見し「すべての暫定王座は終了した。暫定王者は指名挑戦者になる。次のランキングに暫定王者はいなくなるでしょう」と表明した。

## 問題点
本来なら、上記の理由でなければ暫定王者は設けないはずだが、正規の王者が正規に防衛しているにもかかわらず、暫定王者を認めることがある。これは、王座の承認料を主な収入源とする王座認定団体が、タイトルマッチの数を増やすために行っていると指摘する専門家もいる。ボクシングライターの芦澤清一は、WBCについてはグラシアノ・ロッシジャーニとの裁判に負け、裁判所から巨額の賠償金の支払いを命じられたために承認料稼ぎの暫定戦の数を増やしているのではないかと指摘している。加えて、芦澤は王座の価値が落ちてしまうことから暫定戦の自制を提案している。
IBFはWBA・WBC・WBOとは異なり、暫定王座を極力作らない方針を採っている。1999年の贈収賄事件後にランキング見直しを施した際、より厳格な制度に改められ、以降は負傷など正当な理由のない暫定王座を設けていない（他3団体の暫定乱立はIBF事件以降特に激しくなった）。そのため、2023年4月時点までのIBF暫定王者はロビー・リーガン、ザブ・ジュダー、シャンバ・ミッチェル、フリオ・ディアス、ロバート・アレン、ジョンリル・カシメロ、ビクトル・ラミレス、リー・ハスキンス、ミラン・メリンド、アンドレ・ディレル、ホセ・ウスカテギ、岩佐亮佑、ジャロン・エニス、重岡銀次朗の14名と極めて少ない。このうちリーガンとジュダーについては捜査が入る以前の暫定王者である。ただし、しばし1・2位を空位にして指名挑戦者決定戦を行っており、代替策と見る向きがある。
WBCについては、ロッシジャーニ裁判の影響で防衛戦を行わない王者への安易な剥奪が出来ない為か、暫定王座の代わりの複数の休養王者と指名試合不成立による窮余の策で設けられたWBCダイヤモンド王座が存在する。
日本ボクシングコミッション（JBC）事務局長安河内剛は2009年夏、石田順裕の暫定王座獲得時に「今後は暫定王座を正規王座たる世界王座と同様に取り扱うか、検討の余地が有る」とコメントしている。その後、特にWBAで暫定王座の乱発が相次ぎ、石田の暫定王座取り扱いも問題視されたため、これらに業を煮やしたJBCは2010年3月にWBA暫定王座について精査した上で、不当なものであると判断された場合は世界王座と認めない方針を示した。前出の江藤は、JBCからは歴代世界王者としてカウントされておらずプロボクシング世界チャンピオン会会員資格を有しない。
WBAのヒルベルト・メンドーサ・ジュニア副会長は2010年に「ボクシング・ビート」のインタビューで暫定王座の乱発について、「ボクサーたちにより多くのチャンスを授与するため」「審判、プロモーターが潤い、一般のファンも満足する機会が増える」「拮抗した好ファイトがより多くなる」などとコメントしており、この制度は今後も継続されると見られた。だが、現行の暫定王座に対する批判が加盟国のプロモーター及び選手から殺到したため、2012年1月4日付のWBAランキング更新にあたり、17階級中14階級で君臨していた暫定王者をすべて世界ランク1位に格下げした。ただし、WBA女子暫定王座については指名挑戦権と同等のものとみなしている。また、2015年にメンドーサ副会長は「ボクシング界をコントロールする大プロモーターや著名テレビ局から小国のボクサーたちを保護したり売り出したりするために暫定タイトルは必要。WBAは近隣のペルー、パナマ、ドミニカ共和国、コスタリカ、ベネズエラ、ニカラグア、ジャマイカといった国々の選手が躍進するようヘルプしている。ボクシングはかつての60年代、70年代、80年代と比べて非常に異なった困難な時代に直面している。新団体や新しい組織の誕生を回避しなければいけない。我々は団結してアメリカ合衆国や他の国々にラテンアメリカの選手をアピールして戦っている」と暫定王座の正当性と必要性を強調した。しかしメンドーサ・ジュニアが会長に就任を機に本格的に改革をスタート。改革1発目にヘビー級トーナメントの開催を発表した。暫定王座の廃止とスーパー王者と正規王者との統一戦を行うように指令を出した。大小のプロモーターに関係なく暫定王者の統一戦(正規王者かスーパー王者と正規王者との統一戦で勝った方と統一戦)を発令もしくは18ヶ月以内に防衛戦(上記の統一戦も含む)をしなかった場合は入札を即座に開催したり、剥奪も辞さないと発言。小国のプロモーターの保護はできないと最後通告のように通達。ようやく改革に本腰を入れ、2017年2月にメンドーサ・ジュニアが来日した際に「経済的に恵まれない地域のボクサーにチャンスを与えるために設けだしたが、最終的にベルトの価値観が薄まってきた」とコメントし、17階級中7階級で王者が1人に減っていることをアピールし、2018年までに全階級で実現させたいと希望を語った。2018年3月に、メンドーサ・ジュニアは一時40人にまで達したWBA王者の数が26人まで減少したと報告し「（王座統一は）簡単な作業ではないが、一度約束したことは実行したい」と乱立を防ぎ、減少に努める方針を明かしたが、その後WBAはゴールド王座を創設したことによりまたもや王者増殖状態となり、WBOのフランシスコ・バルカルセル会長は「友人のヒルベルト・メンドーサ・ジュニア会長には都合がいいだろうが、私には理解できない」と非難の声を上げた。2021年8月12日、5日前に行われたガブリエル・マエストレとマイカル・フォックスで行われたWBA世界ウェルター級暫定王座決定戦及びマエストレの不可解な判定勝ちを端に発したのをきっかけに、ABCがWBAに対して公式に書簡を送り、王者乱立の現状をメンドーサ・ジュニア会長に強く抗議し、同時にABCの理事会はアメリカの管轄区域内でのWBAタイトル戦は積極的に承認したくない、WBAが任命するオフィシャル陣は受け入れない、WBAタイトル戦のスーパーバイザーが試合をコントロールすることを許さないという方針を全米各州及びカナダのコミッションに呼びかけた。こうした動きもあって、2021年8月25日にWBAは全ての暫定王者のタイトルを剥奪することを決定し、今後は暫定王座を基本的に廃止する見通しをホームページで公開した。同時に各階級での王者を一人にする為の改革に着手し、その第一弾として2021年9月16日にウェルター級トーナメントをオーダーした。同時にWBAはゴールド王座も廃止も発表し、暫定王者だった選手はランキング1位、ゴールド王者だった選手は2位にラインキングされることとなった。

### 日本における暫定王座
なお、日本王座の場合は暫定王座が1999年春から創設。暫定戦から4ヶ月以内に正規王座・暫定王座の統一戦を行う義務があり、その間にそれぞれの王者が防衛戦を行うことはルールで禁じている。
日本タイトル史上における暫定王座創設及び特異な事例としては、1997年1月にチャンピオンカーニバル・ウェルター級王座決定戦にて堀内稔（斎田ボクシングジム）対名嘉原誠（横浜さくらボクシングジム）が対戦し、3Rに名嘉原が偶然のバッティングによる出血により試合続行不可能と判定され、一度は負傷引分と発表されたが、堀内側から正当なパンチによる出血という抗議があった為、JBCは後日堀内の負傷TKO勝ちに判定を覆した上で堀内を日本ウェルター級暫定王者と認定した。その後に両者の再戦を行って名嘉原が判定勝ちで堀内に雪辱し正規王座を獲得した。

### 問題があるとされる暫定王座戦
芦澤清一は、問題のある暫定王座戦として、2008年9月18日にパナマ市で行われたトリプル世界タイトルマッチを挙げている。この興行では WBA世界スーパーバンタム級タイトルマッチと同階級の暫定王座決定戦が同時に行われた。暫定王座の存在が、正規の王者が怪我や病気、および何らかの理由で長期的に防衛戦を行えないときなどの制裁措置であるならば、これは起こりえないはずである。また、2008年9月15日にパシフィコ横浜で行われた名城信男対河野公平によるWBA世界スーパーフライ級王座決定戦と、同日にアレナ・メヒコでもホルヘ・アルセ対ラファエル・コンセプションによる同級の世界暫定王座決定戦が開催された。さらに暫定王座決定戦に勝利したホルヘ・アルセは、正規王者になった名城信男との統一戦は行わず、元WBO世界フライ級王者のイシドロ・ガルシアと防衛戦を行うことを決めてしまった。元来、WBAのスーパーフライ級には、WBA・WBC統一王者としてスーパー王者となっていたクリスチャン・ミハレスがおり、そのため一つの団体の同じ階級に世界王者（スーパー・正規・暫定）が3人も存在するという事態が起きたことを指摘した。

## ボクシング以外の暫定王座
UFC、修斗、キックボクシング、WWE、AEWなどの各種格闘技でもボクシング同様の暫定王座を設けることがある。細部のルールは各団体によって異なるが、大まかな部分はプロボクシングと同じである。
一方、選手権試合が正規王座決定戦の条件を満たさないために「暫定王座」となることもあり、この場合正規王座は置かれず、本来の「暫定王座」とはニュアンスが異なるものである。この事例としては「Dynamite!! 〜勇気のチカラ2010〜」におけるアリスター・オーフレイム対トッド・ダフィーの試合がDREAMヘビー級暫定王座決定戦として行われ、勝ったオーフレイムが同暫定王座を戴冠した。これは元々オーフレイムがジョシュ・バーネットかアンドレイ・アルロフスキーと正規王座決定戦として対戦する予定だったのが、両者とも交渉がまとまらず、折衷案としてダフィーとの「暫定王座」決定戦となったものである。
日本のプロレスでは、王者が負傷などで防衛戦を行なえない状態になった場合、暫定王座を設けずに王者が王座を返上し、空位期間を経て王座決定戦で新王者を決めるケースがほとんどだが、新日本プロレスで過去に一度、IWGPタッグ王座で暫定王座が設けられたことがある。第48代王者であった蝶野正洋&天山広吉組が蝶野の左腕手術のため防衛戦を行えず、選手権試合が長期間開催できない状態となった。IWGP実行委員会は2006年7月2日に越中詩郎&真壁刀義組とジャイアント・バーナード&トラヴィス・トムコ組の間で暫定王座決定戦を実施。勝利した越中&真壁組が暫定王者となった。その後、7月17日に中西学&大森隆男組が越中&真壁組から暫定王座を奪取。9月20日付けで蝶野&天山組の持つ第48代IWGPタッグ王座が剥奪されたため、同日付けで中西&大森組が正式に第49代IWGPタッグ王者となった。なお、2代遡った第46代王者の鈴木みのる&高山善廣組が高山の長期欠場により王座を剥奪された際、高山が暫定王者として佐々木健介&鈴木組を指名したが認可されなかった経緯もある。
また、暫定王座ではないが、2012年から2020年までの間、新日本プロレスのG1 CLIMAXの優勝者には、直近のシリーズでの挑戦ではなく、翌年1月4日に開催される東京ドーム大会「WRESTLE KINGDOM」でのメインイベント（IWGPヘビー級選手権試合）への挑戦権利証が、挑戦者記入欄が無記入の状態で贈呈される制度があった。権利証を贈呈されたG1 CLIMAX優勝者には残りの半年間、その権利証を狙う挑戦者を相手に防衛戦となる挑戦権利証争奪戦を課せられることとなり、「勝利すれば権利証保持者のまま次の挑戦権利証争奪戦に、敗北すれば挑戦権は移動」の繰り返しを行い、年末のビッグイベント終了時に権利証の挑戦者欄に権利証保持者の名前が記入され、「東京ドーム大会のメインイベントの挑戦者」として正式に選ばれた。権利証保持者も防衛戦を行う点や、いずれ王者と権利証保持者が選手権試合を行う点など、暫定王座に類似する点もある。2022年より「WRESTLE KINGDOM」東京ドーム大会のメインイベントはIWGP世界ヘビー級選手権試合になり、2021年にG1 CLIMAXを優勝したオカダ・カズチカは、4代目IWGPヘビー級王座のベルトを権利証の代わりとした。権利証の制度は2022年に廃止された。